# Międzynarodowe Stowarzyszenie World Games
Międzynarodowe Stowarzyszenie Światowych Igrzysk (ang. International World Games Association, skrót IWGA) – międzynarodowa organizacja pozarządowa typu non-profit założona 21 maja 1980 i uznana przez Międzynarodowy Komitet Olimpijski (MKOl). Członkami IWGA są międzynarodowe federacje sportowe uznane przez MKOl, które od 1981 co cztery lata biorą udział w World Games. Na jej czele stoi znany hiszpański kajakarz José Perurena López, który jest Prezydentem IWGA.

## Członkowie
Następujące 39 organów zarządzających jest członkami IWGA. 
| Sport                            | Federacja                                          |
| -------------------------------- | -------------------------------------------------- |
| Aikido                           | International Aikido Federation                    |
| Baseball i Softball              | World Baseball Softball Confederation (WBSC)       |
| Bieg na orientację               | International Orienteering Federation              |
| Bilard                           | World Confederation of Billiards Sports            |
| Bocce                            | Confédération Mondiale des Sports de Boules        |
| Boks tajski                      | International Federation of Muaythai Amateur       |
| Bowling                          | World Bowling                                      |
| Casting                          | International Casting Sport Federation             |
| Kajakarstwo                      | International Canoe Federation                     |
| Kulturystyka i Fitness           | International Federation of BodyBuilding & Fitness |
| Fistball                         | International Fistball Association                 |
| Gimnastyka                       | International Gymnastics Federation                |
| Hokej na trawie                  | International Hockey Federation                    |
| Jujutsu                          | Ju-Jitsu International Federation                  |
| Karate                           | World Karate Federation                            |
| Kick-boxing                      | World Association of Kickboxing Organizations      |
| Korfball                         | International Korfball Federation                  |
| Lacrosse                         | Federation of International Lacrosse               |
| Latający Dysk                    | World Flying Disc Federation                       |
| Łucznictwo                       | World Archery                                      |
| Narciarstwo wodne i Wakeboarding | International Waterski & Wakeboard Federation      |
| Netball                          | International Netball Federation                   |
| Piłka ręczna                     | International Handball Federation                  |
| Przeciąganie liny                | Tug of War International Federation                |
| Racquetball                      | International Racquetball Federation               |
| Ratownictwo sportowe             | International Life Saving Federation               |
| Rugby 7                          | World Rugby                                        |
| Sambo                            | International Sambo Federation                     |
| Squash                           | World Squash Federation                            |
| Sporty lotnicze                  | World Air Sports Federation                        |
| Sumo                             | International Sumo Federation                      |
| Surfing                          | International Surfing Association                  |
| Sport podwodny                   | Confédération Mondiale des Activités Subaquatiques |
| Taniec sportowy                  | World DanceSport Federation                        |
| Trójbój siłowy                   | International Powerlifting Federation              |
| Unihokej                         | International Floorball Federation                 |
| Wrotkarstwo                      | Fédération Internationale de Roller Sports         |
| Wspinaczka sportowa              | International Federation of Sport Climbing         |
| Wushu                            | International Wushu Federation                     |